# Иракская кухня
Иракская кухня — национальная кухня Ирака, имеет древние корни.
Поскольку Месопотамия служила родиной многим цивилизациям, то и кухня Ирака представляет собой смешение кулинарных традиций самых разных народов: от шумеров и ассирийцев до турок и арабов. В Ираке были найдены глиняные таблички возрастом около 5000 лет, содержавшие записи рецептов.
Кухня иракцев очень сходна с кухней других ближневосточных народов. Основные продукты на иракском столе — это рис, мясо и овощи, также неотъемлемой частью иракской кухни является зелень и травы. Помимо всего прочего, на иракском столе очень часто встречаются бобовые и злаки.
В пище преобладают ячменные и пшеничные лепёшки, варёный рис, каша[уточнить], кислое молоко, овощи, финики.
Финики едят с лепёшками и чаем, готовят из них пасту, сахар, халву, сладкие напитки, водку.
Из риса варят крутую кашу (бургуль), которую обычно едят с кислым молоком (ля-бан).
В некоторых местах распространены рыбные блюда.
Из традиционных мясных блюд, которые особенно в ходу по праздничным дням, популярны плов, жаркое (кябаб), жареные шарики из рубленого мяса (куб-ба), фаршированные мясом баклажаны и помидоры (долма) и др.

## Мезе
Мезе — набор закусок или маленьких блюд, часто подаваемых вместе с такими напитками, как арак, узо, раки или различными винами.
- Жареные баклажаны чаще всего подаются с соусом тахини, зеленью, помидорами на обычном или обжаренном хлебе, может включать чеснок и перец.
- Фатуш — салат из овощей и ломтей обжаренного хлеба.[источник не указан 2408 дней]
- Табуле состоит из булгура, нарезанной петрушки, мяты, помидоров, зелёного лука и других трав, приправленных лимонным соком, оливковым маслом, перцем и иногда корицей.
- Турши — маринованные овощи.[источник не указан 2408 дней]

## Закуски
- Баба гануш — пюре из жареных баклажанов с добавлением различных приправ.
- Хаммос — нутовое пюре, приправленное тахини, оливковым маслом, лимонным соком, чесноком и солью.
- Мухаммара – острый соус или закуска[2], делается из красного перца.[3]
- Цадзики — соус греческого происхождения, который состоит из натурального процеженного йогурта с добавлением натёртого огурца и чеснока, а также зелени, оливкого масла и соли.

## Супы и вторые блюда
В Ираке популярен марго — густой суп, подлива которой является скорее вторым блюдом и употребляется чаще всего с рисом. Готовится марго из мяса с томатами и одним из видов овощей — баклажанами, бамией, фасолью, кабачками и т. д. и заправляется чесноком, специями и сухими плодами нуми-басра.
Из риса также делаются переслоеные блюда с мясом курицы, баклажанами, перцами и другими овощами.
Наиболее любимы в Ираке блюда из бамии — овоща семейства бобовых, сезонного, полезного и вкусного.
- Бирьяни — иракский плов из риса, куриного или иного мяса, изюма, зелёного гороха, картофеля и орехов. Приправляется барьяни специальными приправами, а также чёрным молотым перцем и солью.[4]
- Масгуф — блюдо из запечённой на углях либо в духовке целой распластанной речной рыбы.
- Долма — очень популярное у иракцев блюдо.[4]
- Кубба — жареные, варёные или запечённые пирожки с мясной начинкой (либо один пирог на противне), где вместо теста используется крупа бургуль.
- Фаляфиль и другие блюда из гороха нут, а также из фасоли и бобов также широко употребляемы в Ираке.[4]
- Кебаб, в качестве специи к которому используют сумах.

## Десерты
Поскольку Ирак богат финиковыми пальмами, там всегда были популярны самые разнообразные блюда из фиников — финики с орехами, мармелады и массы из фиников с разнообразными наполнителями, финики как начинка в пирожках, печеньях и других кондитерских изделиях. Деликатесом также являются собственно свежие финики в пору их созревания — в таком виде они долго не сохраняются.
- Пахлава

### Напитки
К числу любимых напитков принадлежат чай, кофе, фруктовые шербеты, лимонад — хамуд, разбавленное водой кислое молоко с солью.
- Кофе арабик
- Чай

21 октября 2016 Парламент Ирака запретил на всей территории страны производить, ввозить и продавать алкогольную продукцию. За нарушение запрета в законе прописан штраф от 8 до 20 тыс. долларов.